# Kerivoula muscina
Kerivoula muscina es una especie de murciélago de la familia Vespertilionidae.

## Distribución geográfica
Es endémica de Papúa Nueva Guinea.

## Hábitat
Su hábitat natural son: bosques secos tropicales o subtropicales.